# Rafszandzsán
Rafszandzsán,(perzsa nyelven رفسنجان, Rafsandschān vagy Rafsindschān, más néven Bahrāmābād) város és  ugyanazon közigazgatási körzetének fővárosa az iráni Kerman tartományban. A 2006-os népszámlálás során 33 489 családban 136 388 volt.

## Leírása
Rafszandzsán a pisztácia termesztésének központja, valamint a szőnyeggyártás egyik legfontosabb központja, bár a szőnyegeket nem a Rafsanjani szőnyeg néven, hanem Kermani szőnyegként adják el. Egy másik nagy munkaadó a közeli Sartscheschme rézbányák.

## Galéria

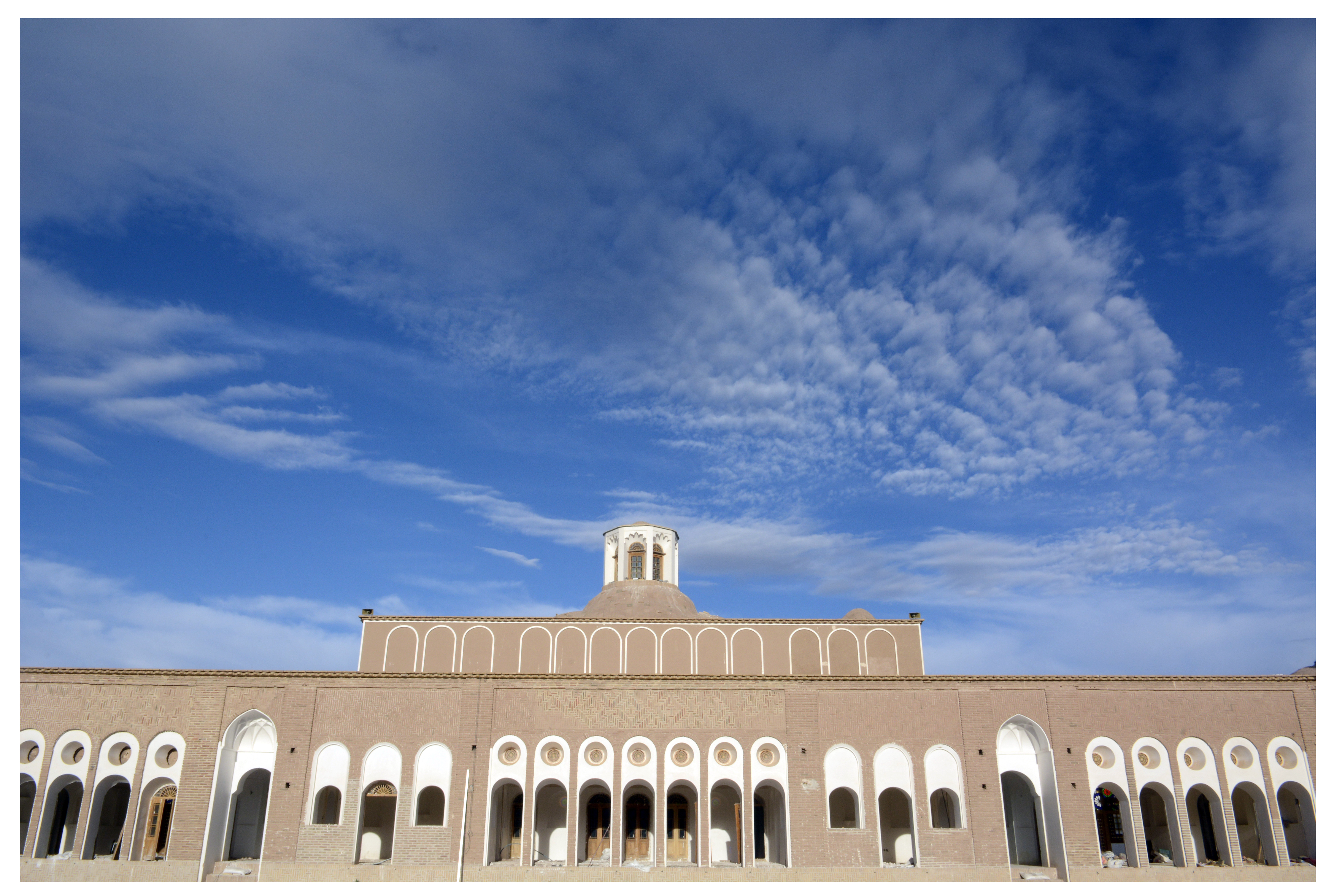
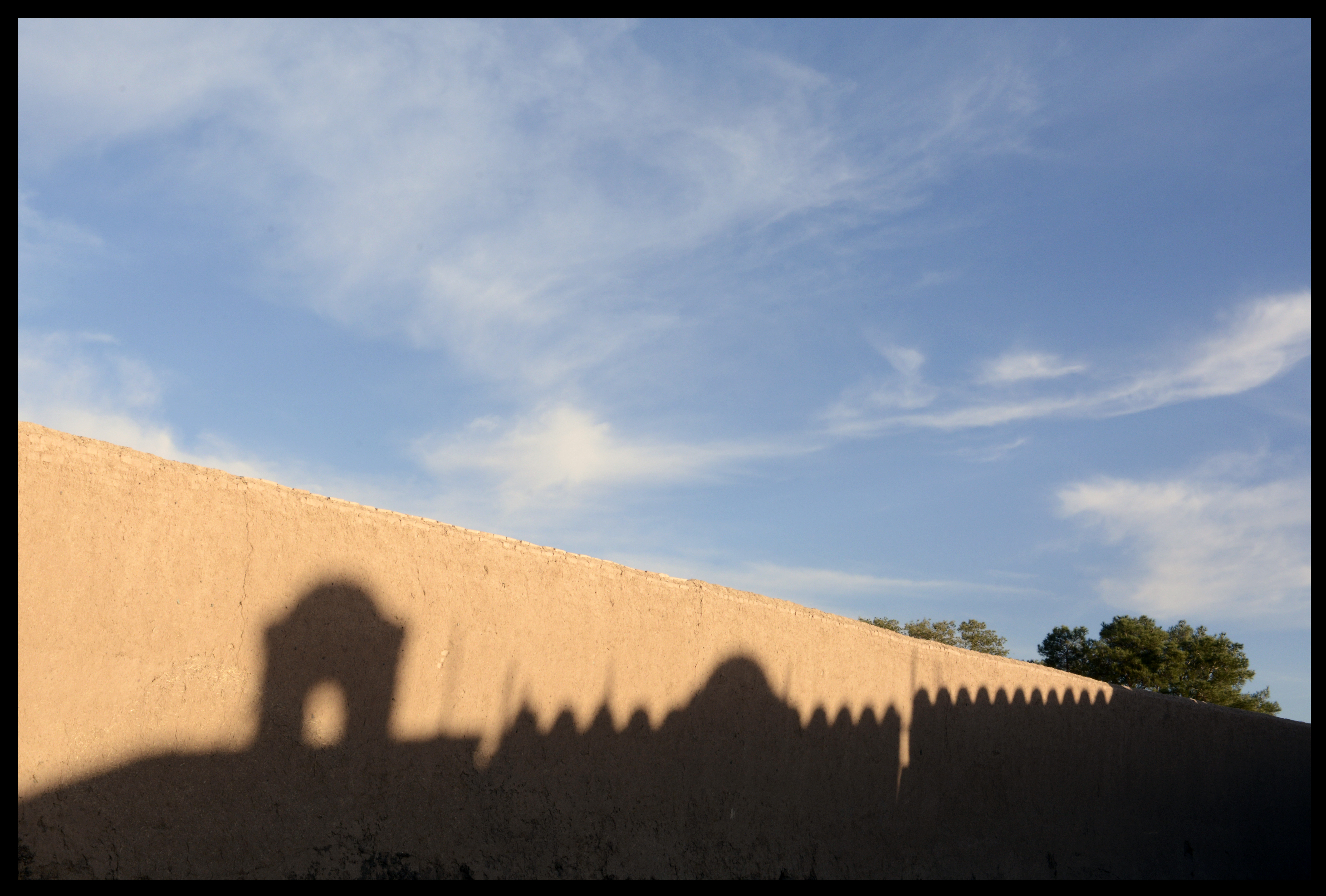
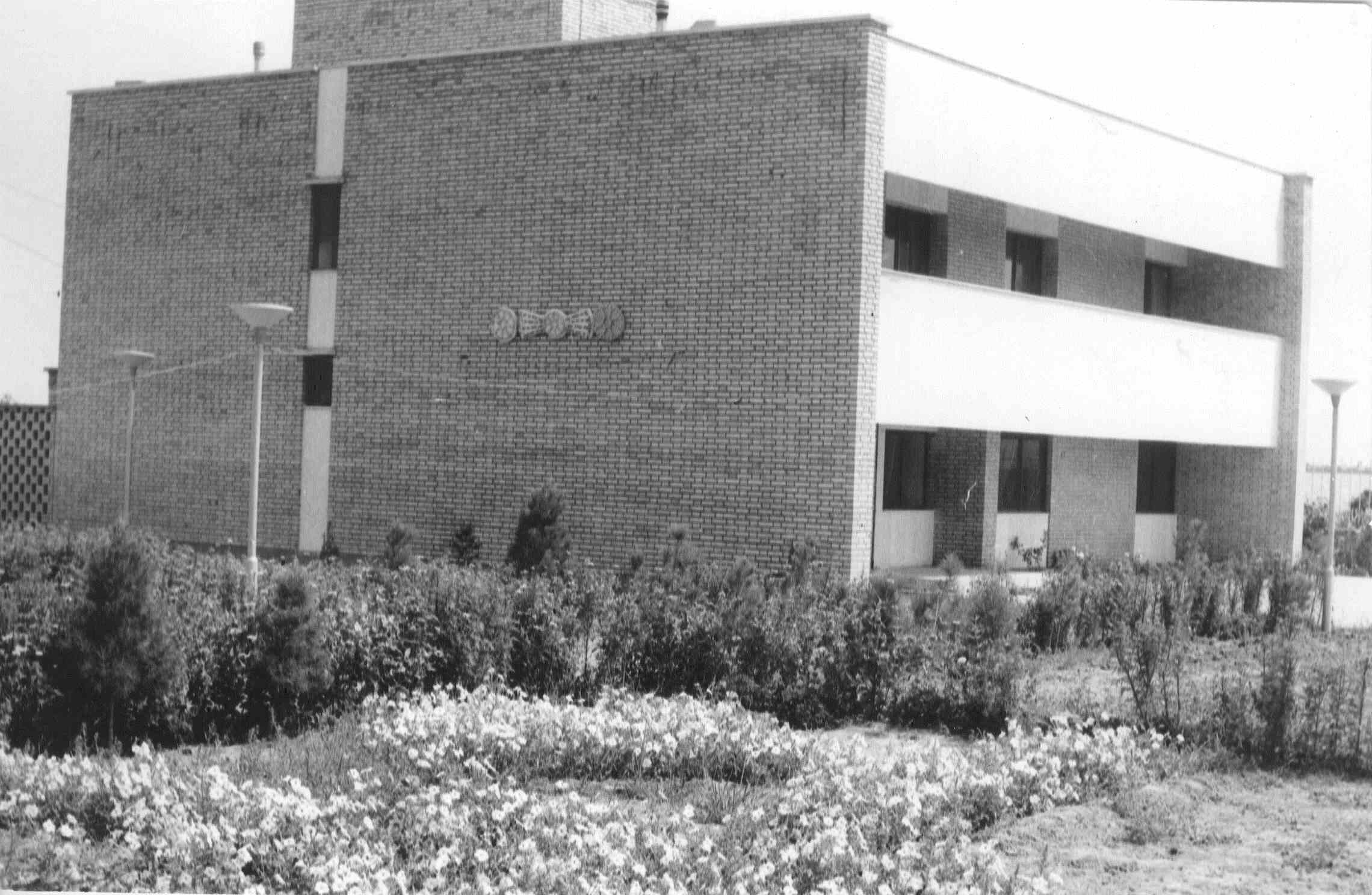